# Chirosia platyptera
Chirosia platyptera är en tvåvingeart som beskrevs av Griffiths 2004. Chirosia platyptera ingår i släktet Chirosia och familjen blomsterflugor. Inga underarter finns listade i Catalogue of Life.